# Nössemarks landskommun
Nössemarks landskommun var en tidigare kommun i Älvsborgs län.

## Administrativ historik
Kommunen inrättades i Nössemarks socken i Vedbo härad i Dalsland när 1862 års kommunalförordningar trädde i kraft den 1 januari 1863.
Vid kommunreformen 1952 uppgick den i Dals-Eds landskommun som 1971 ombildades till Dals-Eds kommun.

## Politik

### Mandatfördelning i Nössemarks landskommun 1938-1946
| 9 | 4 | 6 | 1 |

| 19 |

| 9 | 10 | 1 |

| 19 |

| 1 | 9 | 8 | 2 |

| 19 |